# Анрі Кольпі

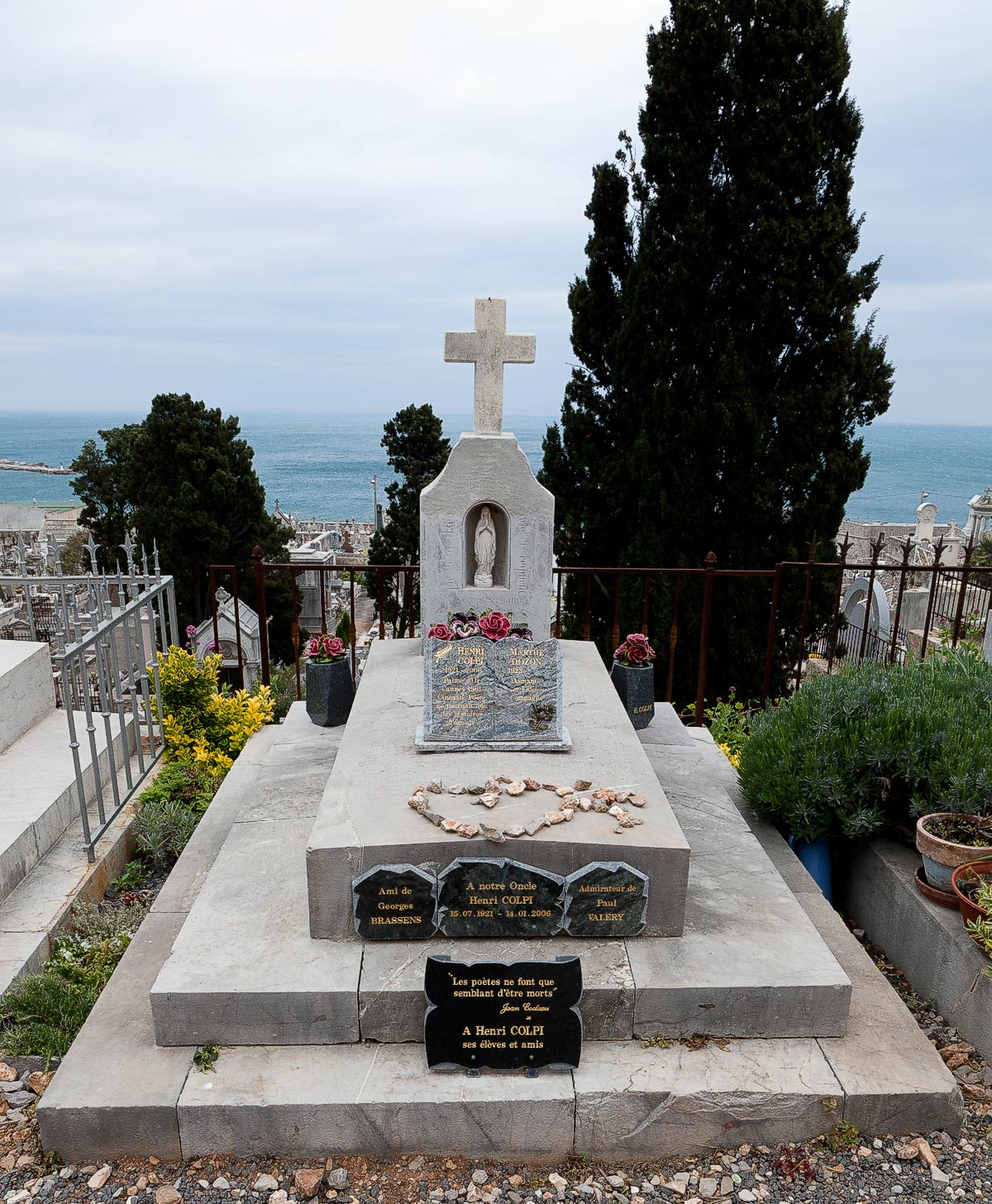
Могила Анрі Кольпі на цвинтарі у м. Сет

Анрі́ Кольпі́ (фр. Henri Colpi; *15 липня 1921, Бриг, Швейцарія — †14 січня 2006, Мантон, Франція) — французький кінорежисер, сценарист та монтажист, одна з помітних фігур французького післявоєнного кіно.

## Життєпис
Анрі Кольпі народився 15 липня 1921 року у швейцарському місті Бриг, що в кантоні Вале. Після вивчення літератури в Монпельє, у 1946 році закінчив Інститут перспективних досліджень кіно (IDHEC, зараз La femis).
Анрі Кольпі працював переважно як монтажист (у тридцяти фільмах, з яких найвідоміші «Хіросіма, любов моя» (1959) і «Торік в Марієнбаді» (1961) (обидва поставлені режисером Аленом Рене). Найбільше Кольпі відомий як режисер фільму «Настільки тривала відсутність» (1961), який здобув «Золоту пальмову гілку» 14-го кінофестивалю в Каннах. Крім того, Кольпі періодично виступав як сценарист, актор та композитор.

## Фільмографія (вибіркова)

### Режисер
- 1961 — «Настільки тривала відсутність» / Une aussi longue absence
- 1963 — «Кодін» / Codine
- 1965 — «Мона — безіменна зірка» / Mona, l'étoile sans nom
- 1970 — «Щасливий той, хто подібний до Улісса» / Heureux qui comme Ulysse
- 1973 — «Таємничий острів» / La isla misteriosa

### Монтажист
- 1956 — «Таїнство Пікассо» / Le mystère Picasso (реж. Анрі-Жорж Клузо)
- 1959 — «Хіросіма, любов моя» / Hiroshima mon amour (реж. Ален Рене)
- 1961 — «Торік в Марієнбаді» / L'année dernière à Marienbad (реж. Ален Рене)
- 1963 — «Кодін» / Codine (реж. Анрі Кольпі)
- 1977 — «Білітіс» / Bilitis (реж. Девід Гемілтон)
- 1981 — «Плоди пристрасті» / Les Fruits de la passion (реж. Судзі Тераяма)
- 1982 — «Старший брат» / Le grand frère (реж. Франсіс Жиро)
- 1989 — «Австралія» / Australia (реж. Жан-Жак Андріє)

## Визнання
| Нагороди та номінації Анрі Кольпі   | Нагороди та номінації Анрі Кольпі        | Нагороди та номінації Анрі Кольпі                                         | Нагороди та номінації Анрі Кольпі |
| Рік                                 | Категорія                                | Фільм                                                                     | Результат                         |
| ----------------------------------- | ---------------------------------------- | ------------------------------------------------------------------------- | --------------------------------- |
| 1960                                | Приз Луї Деллюка                         | Настільки тривала відсутність                                             | Перемога                          |
|                                     |                                          |                                                                           |                                   |
| Каннський міжнародний кінофестиваль |                                          |                                                                           |                                   |
| 1961                                | Золота пальмова гілка                    | Настільки тривала відсутність (разом з фільмом «Вірідіана» Луїса Бунюеля) | Перемога                          |
| 1963                                | Золота пальмова гілка                    | Кодін                                                                     | Номінація                         |
| 1963                                | Технічний Гран-прі                       | Кодін                                                                     | Перемога                          |
| 1963                                | Найкращий сценарій                       | Анрі Кольпі, Думітру Карабат                                              | Перемога                          |
| Премія Кінема Дзюмпо                |                                          |                                                                           |                                   |
| 1965                                | Найкращий фільм іноземною мовою          | Настільки тривала відсутність                                             | Перемога                          |
| 1965                                | Найкращий режисер фільму іноземною мовою | Анрі Кольпі                                                               | Перемога                          |